# 洞玄靈寶定觀經
洞玄靈寶定觀經，撰人不詳，約出於隋唐之際，杜光庭《道德真經廣聖義》已引此經。《正統道藏》洞玄部玉訣類，收有唐代道士冷虛子《洞玄靈寶定觀經注》，《雲笈七籤》亦錄其全文。經文總述定心觀慧之道，稱久而行之，則自然得道成真、智慧圓明、萬法俱備。
雖不題天尊名諱，道教中人認為該經為靈寶天尊所說。

## 題解
靈寶，指神妙的珍寶。《定觀經注》：「靈者，神也，在天曰靈。寶者，珍也，在地曰寶。天有靈化，神用不測，則廣覆無邊；地有眾寶，濟養羣品，則厚載萬物」。
定觀，指定心息念，智慧觀照。《定觀經注》：「心定也，如地不動。觀者，慧觀也，如天常照。定體無念，慧照無邊，定慧等修，故名定觀」。
後世之論著闡明定觀各有三義，為性相兼修之路徑。《大洞玉經疏要十二義》：「學者究心大洞，性相兼修，工由定觀。定有三義：攝心住一為安定，灰心忘一為滅定，悟心真一為泰定。始則以心依息，安定以破其粗心；繼則以息依心；滅定以除其妄念；終則心息兩忘，泰定以養其慧光...觀這有三義：一者從假入空，二者從空出假，三者，中道正觀。從假入空者， 離一切幻緣；從空出假者，現一切妙有；中道正觀者，離二邊分別心，心湛寂以悟本來真旨」。

## 內容

### 簡介
經文稱天尊告左玄真人來闡發修道之事，主張修道需要做到如下狀態：捨事安坐，內觀心起，滅動心、凝空心，息心精思、意安，寬急得所，自恆調適，制而不著、放而不動，最終達到「真定」。經文還認為：若定不求慧而慧自生，此名「真慧」。舊業日銷，新業不造，無所挂礙，迥脫塵籠，行而久之，自然得道。
該書還闡述了得道之人的「七候」，即成道的七個階段，以為得至道成、慧乃圓備。

### 全文
天尊告左玄真人曰：
夫欲修道，先能捨事，外事都絕，無與忤心，然後安坐，內觀心起。若覺一念起，須除滅，務令安靜。其次，雖非的有貪著，浮遊亂想，亦盡滅除。晝夜勤行，須臾不替。唯滅動心，不滅照心；但凝空心，不凝住心，不依一法而心常住。然則凡心躁競。其次，初學息心甚難，或息不得，蹔停還失。去留交戰，百體流行。久久精思，方乃調熟。勿以蹔收不得，遂廢千生之業。少得靜已，則於行立坐卧之時，涉事之處，諠鬧之所，皆作意安；有事無事，常若無心；處靜處諠，其志惟一。
若束心太急，又則成病，氣發狂顛，是其候也。心若不動，又須放任，寬急得所。自恒調適，制而不著，放而不動，處喧無惡，涉事無惱者，此是真定。不以涉事無惱，故求多事；不以處喧無惡，強來就諠。以無事為真宅，有事為應跡。若水鏡之為鑒，則隨物而現形。善巧方便，唯能入定。慧發遲速，則不由人。勿令定中急急求慧，急則傷性，傷則無慧。若定不求慧而慧自生，此名真慧。慧而不用，實智若愚。益資定慧，雙美無極。
若定中念想，多感眾邪，妖精百魅，隨心應見。所見天尊、諸仙、真人，是其祥也。唯令定心之上，豁然無覆；定心之下，曠然無基。舊業日銷，新業不造。無所罣礙，迥脫塵籠。行而久之，自然得道。
夫得道之人，凡有七候；一者，心得定易，覺諸塵漏；二者，宿疾普銷，身心輕爽；三者，填補夭損，還年復命；四者，延數萬歲，名曰仙人；五者，鍊形為氣，名曰真人；六者，鍊氣成神，名曰神人；七者，鍊神合道，名曰至人。
其於鑒力，隨候益明。得至道成，慧乃圓備。若乃久學定心，身無一候，促齡穢質，色謝方空。自云慧覺，又稱成道者，求道之理，實所未然。而說頌曰：
智起生於境，火發生於緣。各是真種性，承流失道源。起心欲息知，心起知更煩。了知性本空，知則眾妙門。

## 注解
- 王卡，《新譯道門觀心經》，2009年，三民書局

## 相關著作
- 太上洞玄靈寶觀妙經

## 影響
丁培仁主張司馬承禎的《坐忘論》並非憑空所創，而有其傳承源流。他認為《坐忘論》直接依據的經書主要有《太上老君內觀經》、《常清靜經》和《洞玄靈寶定觀經》。
孫思邈《太清存神煉氣五時七候訣》(或稱《存神煉氣銘》)，以及司馬承禎《坐忘論》皆提及《定觀經》「七候」之說。此外，該經「捨事安坐」的觀念，也與天台二十五方便，「具五緣」之「息諸緣務」，和「調五事」之「結跏趺坐」相應，是採佛教禪定之學的架構，走往道教「煉形」的路徑。

## 外部連結
- 强昱：道教心学的精神气质——以《内观经》为核心的考察 （页面存档备份，存于）